# كوخ مامو (بشت أربابا)
کوخ مامو (بالفارسية: کوخ مامو) هي قرية تقع في إيران في قسم بشت أربابا الريفي. يقدر عدد سكانها بحوالي 357 نسمة.